# Friedrichswall
Der Friedrichswall ist eine Straße in Hannover. Sie hieß ursprünglich Friedrichstraße und ist nach Friedrich, Herzog von York und Albany benannt worden. Die Straße ist heute als Hauptverkehrsstraße vier- bis sechsspurig ausgebaut und führt über den südlichen Lauf der einstigen Stadtbefestigung Hannovers.

## Geschichte
Als die Stadtbefestigung Hannover noch bestand, verlief im Bereich des Friedrichswalls der „Nothelfergraben“. Er war der breiteste Teil des Stadtgrabens zwischen der ehemaligen Aegidientor-Windmühlen-Bastion und der Himmelreichs-Bastion. Südlich vor dem Wall davor lag das Niederungsgebiet der Aegidienmasch.
Ab circa 1779–83/84 wurde der Bereich des Friedrichswalls im Zuge der Entfestigung nach Plänen von Georg Josua du Plat und Georg Christoph Müller umgebaut. Durch die Abflachung des Walls wurden Bauplätze gewonnen, eine Allee schuf das Ambiente für eine Promenade. Die Plätze „Am Himmelreich“ und „Mühlenplatz“ bildeten halbkreisförmige Übergänge in die Altstadt. Zwischen diesen Plätzen wurde die mittelalterliche Stadtbefestigung am „Blauen Donner“ durchbrochen; ein „Neuer Weg“ (nach 1783) schuf die Verbindung zur Leinstraße.

### Frühe Bebauung
Zwischen 1798 und 1842 befand sich das städtische Kornmagazin am westlichen Platz der Promenade. Auf der Stadtseite entstand bis 1822 eine zunächst lockere, dann verdichtete Bebauung mit Villen und Wohnhäusern. Am Westende baute man ein Clubhaus, am Ostende einen Billard-Club.
Auf der Feldseite (Westhälfte) schuf man anfangs den Ratszimmerplatz, ansonsten fanden sich dort Wiesen und Gärten. Um 1830 gestaltete Christian Schaumburg diesen Bereich um: Entlang des verkleinerten Nothelfergrabens entstand ein schmaler Landschaftspark mit einem „Blumenkorb“ genannten Rondell vor dem Neuen Weg.
Im Randbereich dieses Parks wurden dann öffentliche Gebäude errichtet (alle bis 1945 verschwunden):
- 1829 öffnete ein „Russisches Dampfbad“.
- Ab 1855/56 bot Angersteins Trinkhalle Getränke.
- 1867 entstand Hannovers erstes Hallenbad.

### Bürgerliche Bauten
1879 errichtete der Architekt Christoph Hehl in der zuvor nahezu rein aristokratisch geprägten Straße das Wohn- und Geschäftshaus für Karl Friedrich Wunder, Sohn des ersten und bekanntesten hannoverschen Fotografen des 19. Jahrhunderts, Friedrich Karl Wunder.

### Heutige Bebauung
Die Aussicht in das Niederungsgebiet der Aegidienmasch wurde erst später durch städtische Großbauten verschlossen:
- 1889 Museum August Kestner
- 1906 Städtisches Bauamt (zerstört im Zweiten Weltkrieg)
- 1913 Neues Rathaus

Die Anlage des Maschparks entschädigte für die verloren gegangene Aussicht.
1891 erfolgte mit der Anlage der Ebhardtstraße ein zusätzlicher Durchbruch von der Promenade zur Altstadt. Während die Villenbebauung zunehmend in städtischen Besitz geriet, wies die Friedrichstraße wegen fehlender Zugänge bis 1945 einen ruhigen und vornehmen Charakter auf.
1919/22 stellte Stadtbaurat Paul Wolfs einen Plan für themenbezogene „Stadtforen“ vor, nach dem die Friedrichstraße (von Westen nach Osten) zu Foren für Wohlfahrt, Kunst und Verwaltung entwickelt werden sollte.
Nachdem die ehemaligen Promenade in Friedrichswall umbenannt war, wurde die Straße 1952 bis 1961 zu einem Teil des Tangentenrings rund um die Innenstadt zur Hauptverkehrsstraße umgebaut. Ihr Verlauf führte über Flächen der kriegszerstörten Aegidienneustadt zum Aegidientorplatz. Zum Konzept der Neugestaltung gehörte eine Reihe offener Architekturräume. Sie sollten bewusst einen starken Kontrast von alten und neuen Gebäuden beinhalten. Der Friedrichswall wurde zum Übergang vom Regierungsviertel in die Innenstadt. Gleichzeitig war er die Nahtstelle zur Erholungslandschaft der Leineaue.
Heute ist der Friedrichswall der einzige Bereich Hannovers, in dem sich die Grenze der geschlossenen Bebauung über Jahrhunderte hinweg kaum stadtauswärts verschoben hat.
Von den älteren Bauten haben sich nur folgende Gebäude erhalten:
- Wangenheimpalais (Hausnummer 1)
- Laves-Haus (Nr. 5)
- Wunder-Haus (Nr. 17)

Dominierend sind heute:
- Maritim-Hotel (Nr. 11)
- Neues Rathaus
- Verwaltungsgebäude der Nord/LB (Nr. 10) als Überbau auf dem östlichen Rest der alten Friedrichstraße

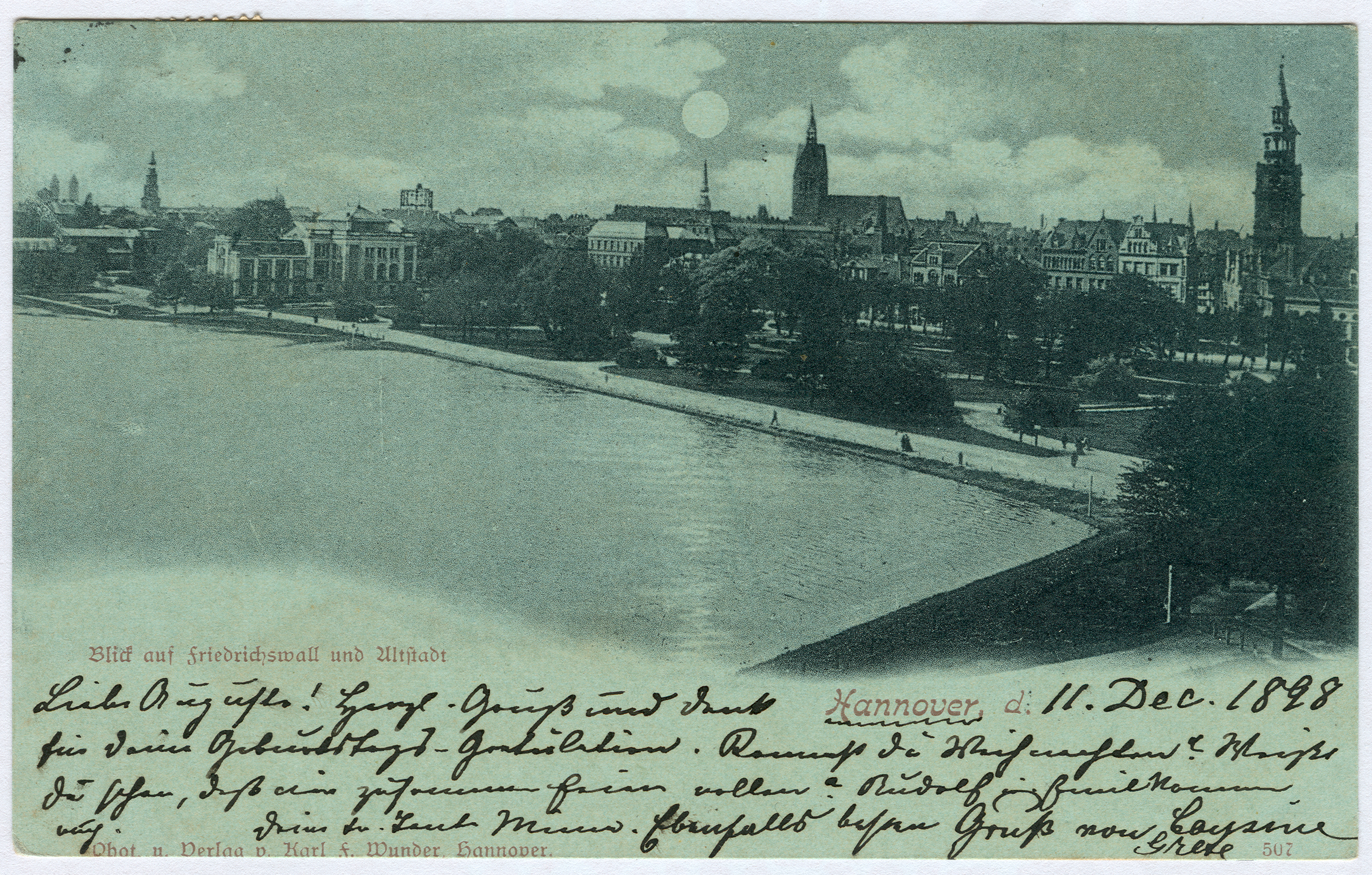
Um 1898: Friedrichswall und (heutiger) Trammplatz auf einer Mondscheinkarte von Karl F. Wunder
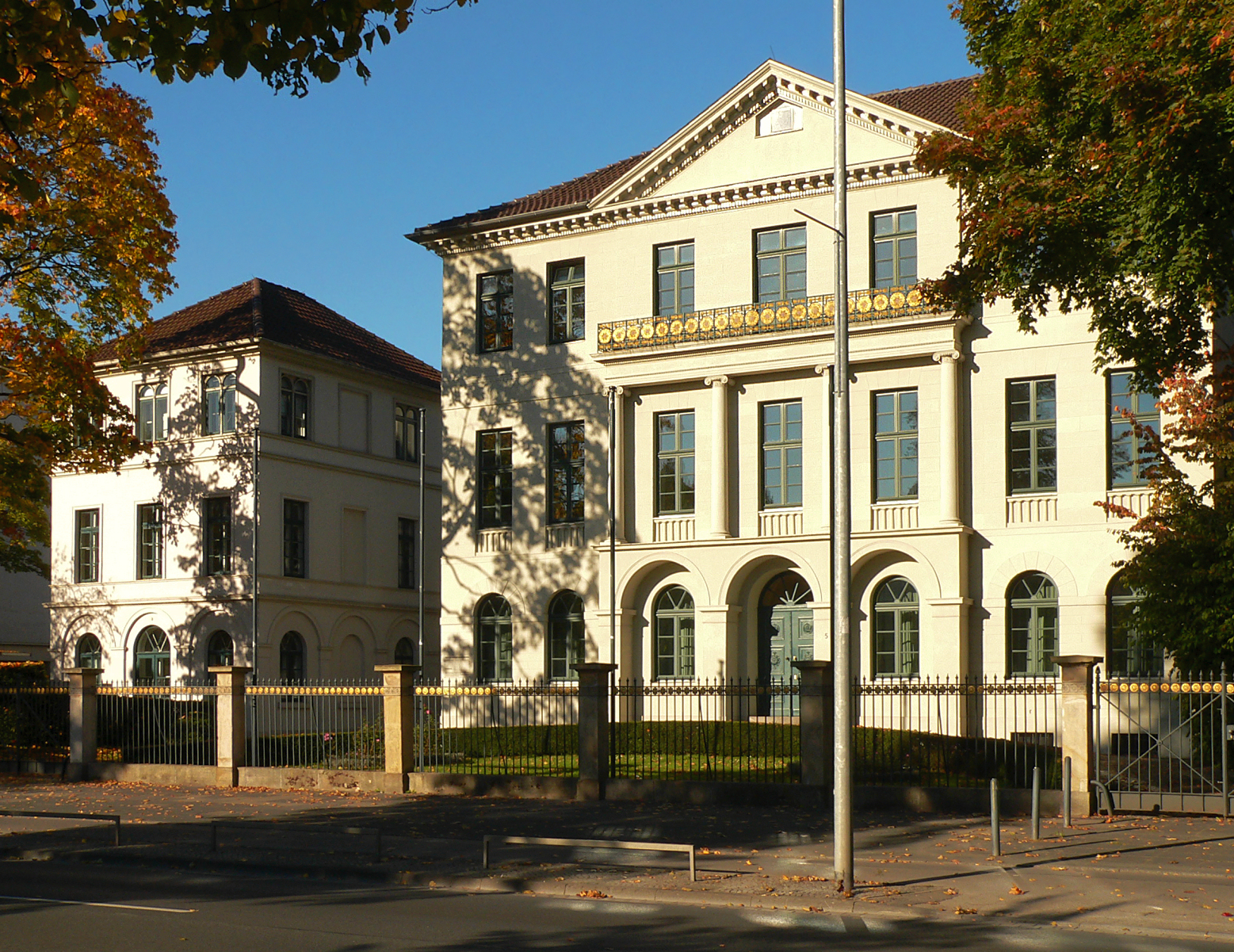
Laveshaus am Friedrichswall
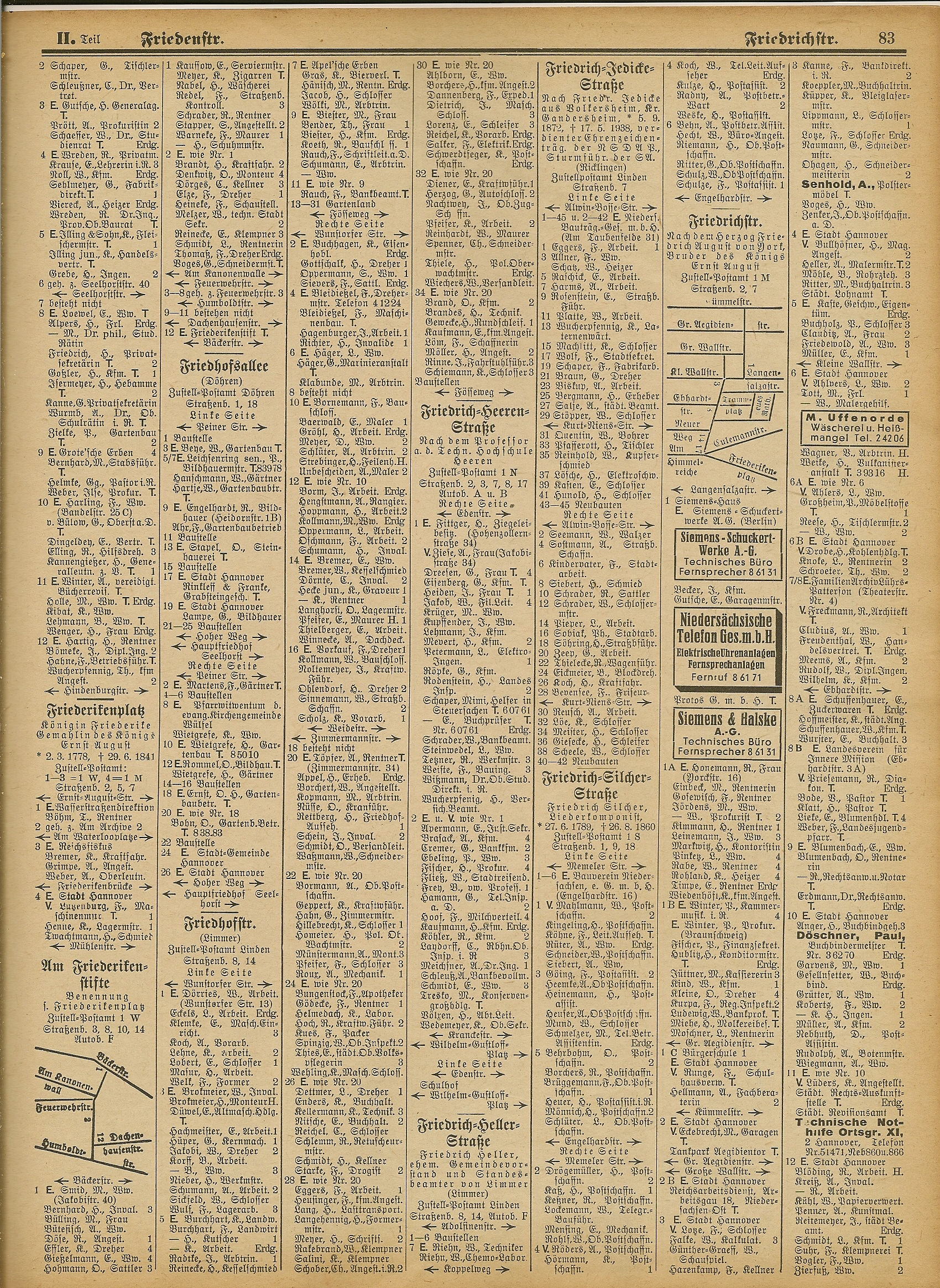
Auszug aus Adressbuch der Stadt Hannover von 1942 zum Friedrichswall
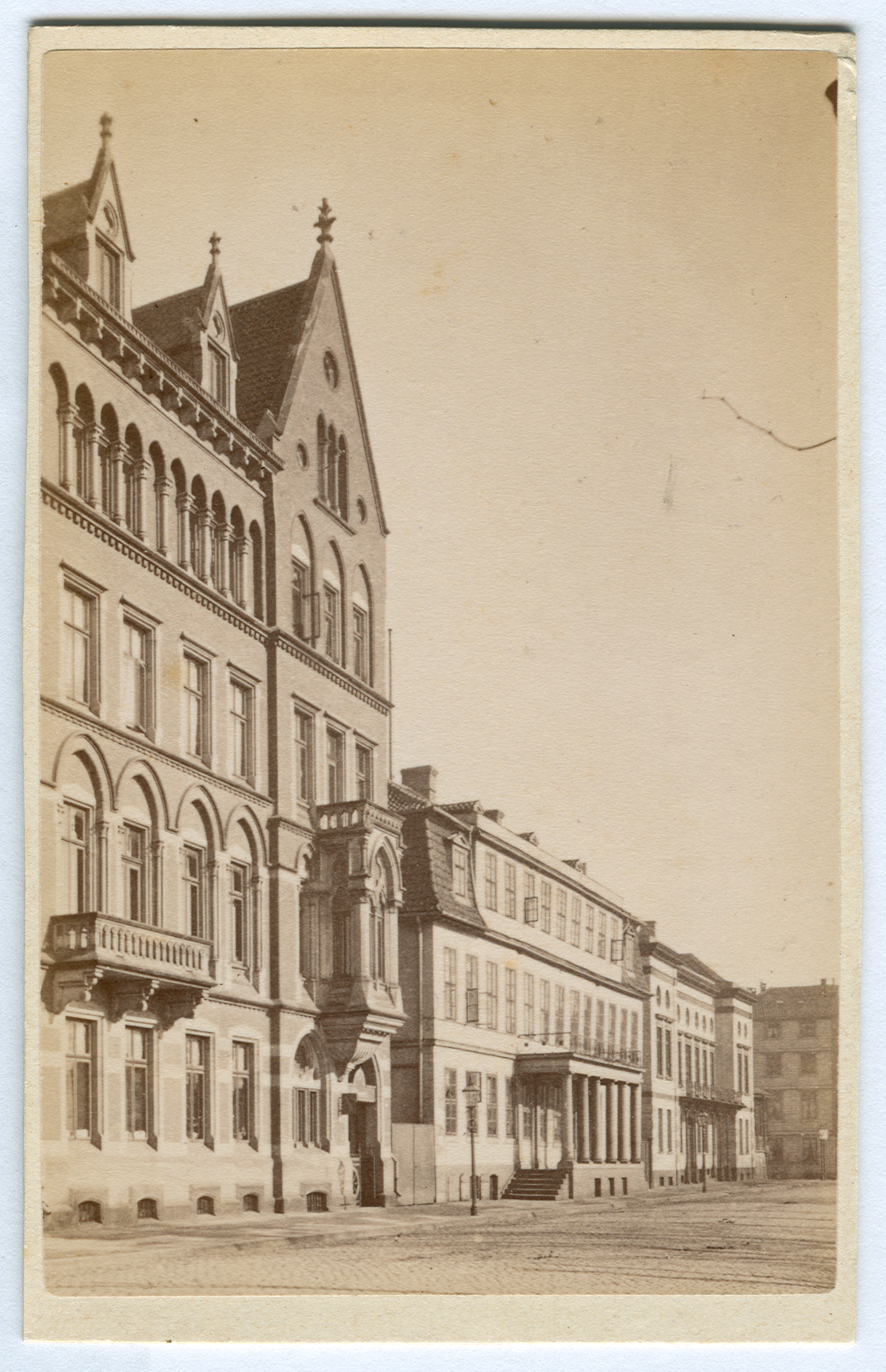
Das Wunder-Haus als viereinhalb-stöckiges Gebäude am Friedrichswall um 1879. Es überragt die rechts stehenden herrschaftlichen Adelssitze der Grafen Bernstorff und Bremer[1]. Das Palais Bremer wich 1891[2] dem Durchbruch der Ebhardtstraße.